# 亚星客车

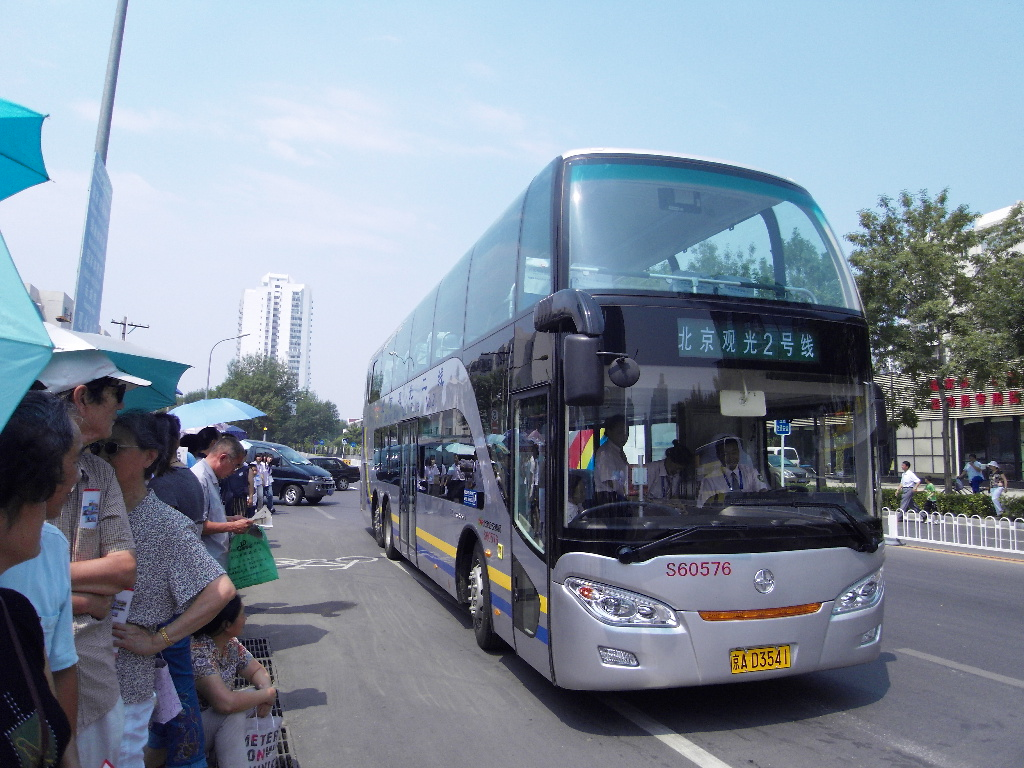
一辆亚星JS6130SHJ型双层巴士在北京慧忠里公交场站，行走慧忠里至北官厅的观光2号线

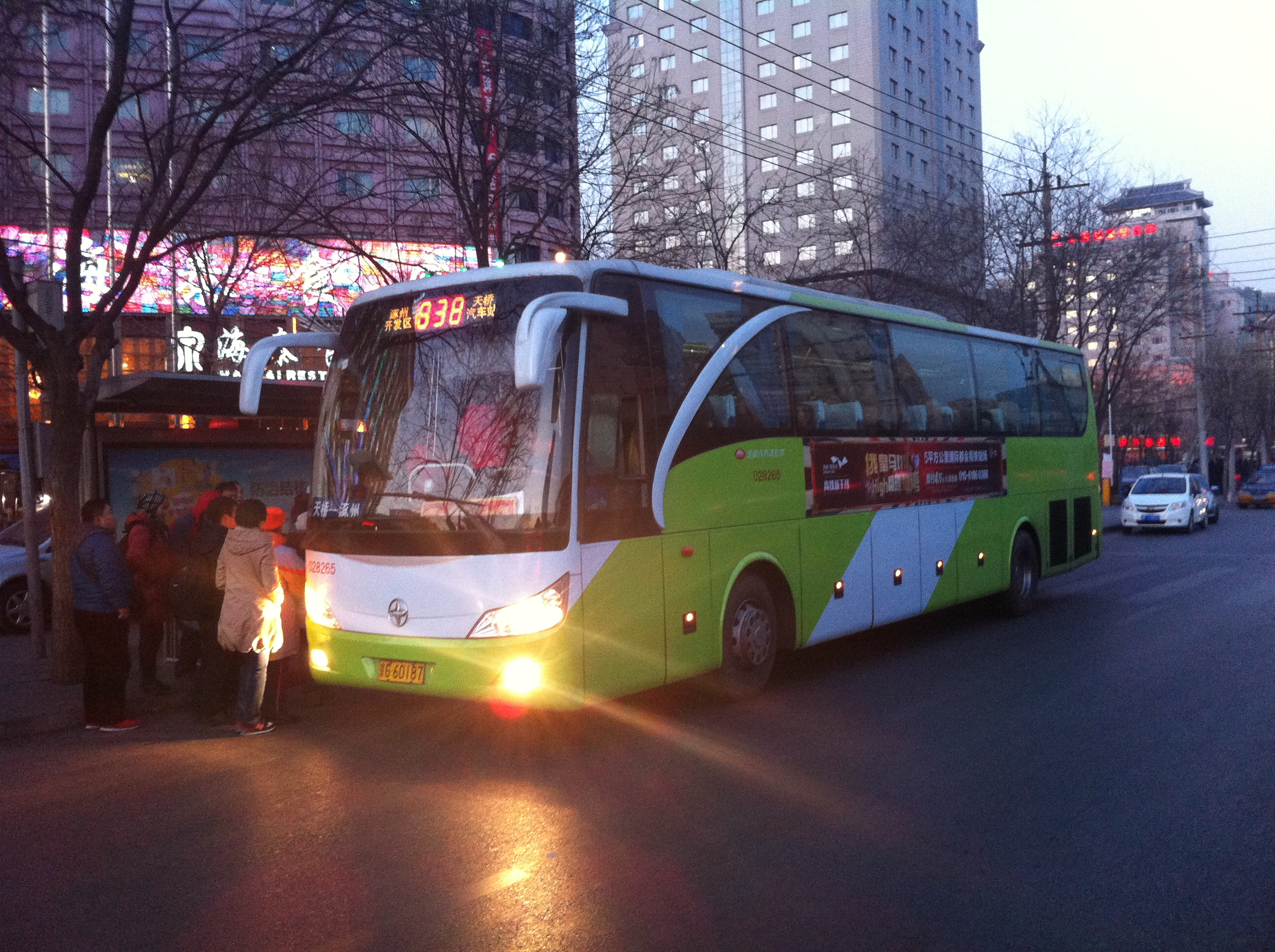
一辆亚星-奔驰YBL6123HE4在北京六里桥东，行走天桥至涿州市的838路；扬州亚星的生产厂家代码为JS，而亚星奔驰的厂家代码为YBL

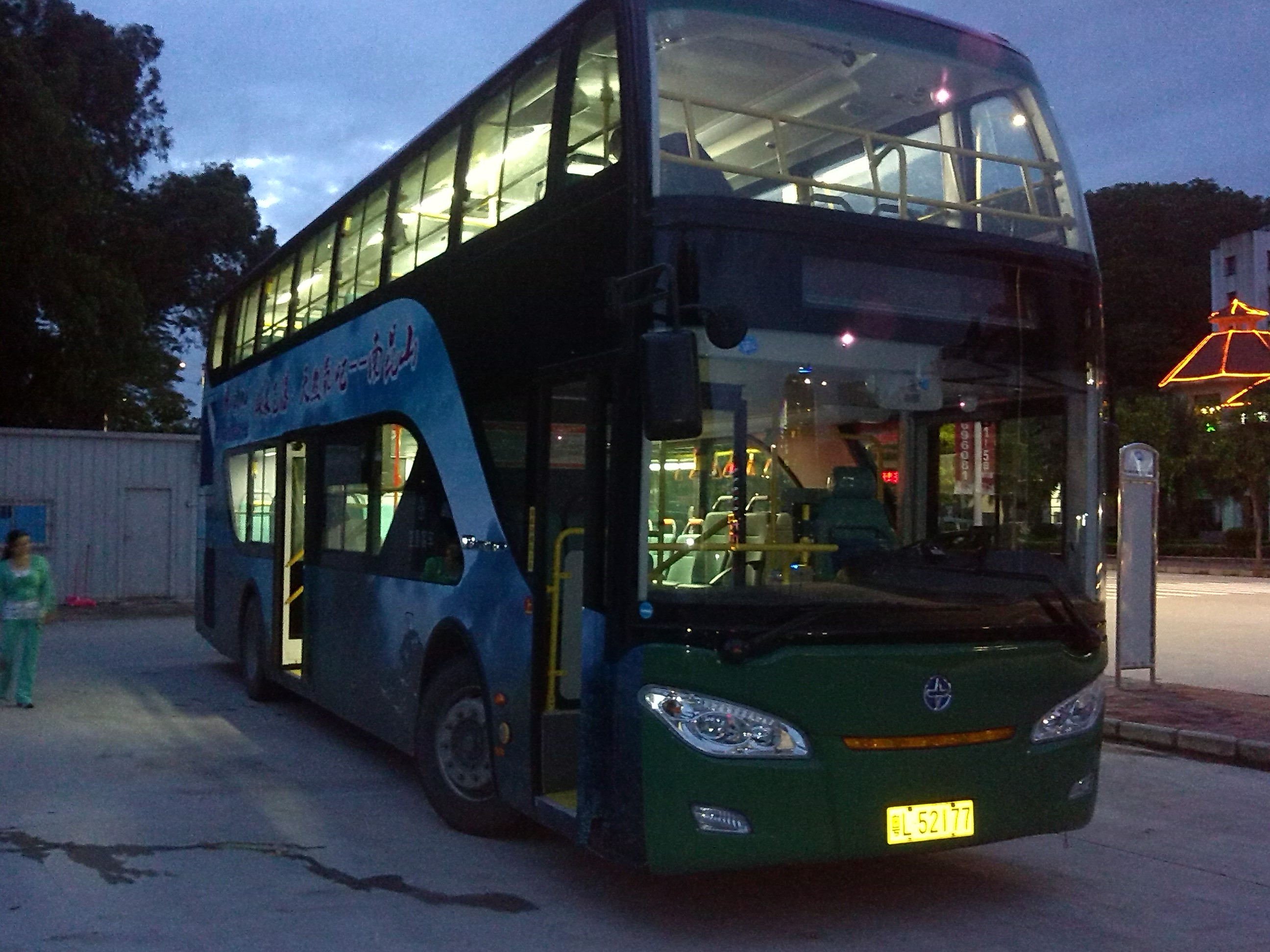
一辆行走惠州公交观光1号线的亚星JS6111SHCJ型液化天然气双层巴士停泊在广东惠州丰山公交总站（今植物园公交总站）

扬州亚星客车股份有限公司（上交所除牌前：600213，简称：亚星客车）是江苏亚星汽车集团有限公司的一间子公司。

## 成立
1998年9月，经江苏省人民政府批准，以江苏亚星客车集团有限公司（现已更名为江苏亚星汽车集团有限公司）为主发起人，设立了扬州亚星客车股份有限公司，公司总资产达9亿余元。1999年8月公司在上海证券交易所发行上市了社会公众股6000万股。公司股权分置改革以后总股本为22000万股，其中社会公众股9000万股，江苏亚星汽车集团有限公司占总股本的58.44%。

## 现状
扬州亚星客车股份有限公司下设有扬子生产基地、平山生产基地、座椅厂、销售公司等。

## 旗下产品
旗下拥有“亚星”、“扬子”两个客车品牌。负责生产6-12米公路客车、城市客车、中巴车、城间客车、旅游团体客车、客车底盘、座椅等。